# John Alan Campbell
John Alan Campbell (* 13. April 1899 in Armadale, Victoria; † 20. Februar 1939 in Drysdale, Victoria) war ein britischer Ruderer, der 1920 eine olympische Silbermedaille mit dem Achter gewann.
Nach dem Besuch der Melbourne Grammar School in seiner australischen Heimat ging Campbell nach England und besuchte das Jesus College der University of Cambridge. Campbell gehörte auch der Rudermannschaft von Cambridge an und gewann 1920 und 1921 das Boat Race.
Campbell war Mitglied des Leander Club. Mit dem Leander-Achter nahm er an den Olympischen Spielen 1920 in Antwerpen teil. Die Briten siegten im Vorlauf über das Schweizer Boot und im Halbfinale über die norwegische Crew. Im Finale unterlagen die Briten mit weniger als einer Sekunde Rückstand dem Achter aus den Vereinigten Staaten.